# Rao Xiaozhi
En una onomàstica xinesa Rao es el cognom i Xiaozhi el prenom.
Rao Xiaozhi (xinès simplificat: 饶晓志) (Zunyi 1980 - ) Productor, guionista, director de teatre i cinema xinès.

## Biografia
Rao Xiaozhi va néixer el 28 d'octubre de 1980 a Zunyi, província de Guizhou (Xina). Es va graduar al Departament de Direcció de l'Acadèmia Central d'Art Dramàtic.
Abans de iniciar la seva trajectòria cinematogràfica, el 2008 va cofundar Spring Drama Studio amb l'actor Li Yapeng. Entre el 2009 i el 2016 va dirigir diverses obres teatrals. guanyar el premi al millor director al 9è premi Lleó d'Or de Drama Xinès.
El 2016 va dirigir la seva primera pel·lícula 你好，疯子！, (títol traduït com The Insanity o com Hello, Madman!), una comèdia de suspens. El 2018 va dirigir la comèdia "The Unknown Man" , que va guanyar el premi Golden Lotus a la millor pel·lícula al 10è Festival Internacional de Cinema de Macau. El 2022 va rodar 万里归途 (Home Caming") que descriu la història de dos diplomàtics xinesos desarmats que s'endinsen en una zona controlada per les forces rebels a la República de Numea, devastada per la guerra, per portar 125 ciutadans xinesos de manera segura a la Xina. Entre altres festivals es va presentar al Asian Film Festival Barcelona del 2023. Gràcies a aquesta pel·lícula Xiaozhi Rao va guanyar el premi a Millor Director al Festival de Cinema de l’Organització de Cooperació de Shanghai, a l’Índia. A més a més, Home Coming va ser la pel·lícula que va vendre més entrades en el Dia Nacional a la Xina, el 2022.

## Filmografia destacada
| Any  | Títol xinès  | Títol anglès      |
| ---- | ------------ | ----------------- |
| 2016 | 你好，疯子！ | The Insanity      |
| 2018 | 无名之辈     | A Cool Fish       |
| 2021 | 人潮汹涌     | Endgame           |
| 2022 | 你是我的春天 | Ode to the spring |
| 2022 | 万里归途     | Home Coming       |